# Czechoslovakian International 1983
Die Czechoslovakian International 1983 im Badminton fanden vom 30. September bis zum 2. Oktober 1983 in Prag statt.

## Austragungsort
- Sporthalle TJ Spoje Praha

## Finalergebnisse
| Disziplin    | Sieger                             | Finalist                            | Ergebnis            |
| ------------ | ---------------------------------- | ----------------------------------- | ------------------- |
| Herreneinzel | Michal Malý                        | Torben Kjær                         | 15-9, 15-5          |
| Dameneinzel  | Monika Cassens                     | Bożena Wojtkowska                   | 12-10, 9-12, 12-10  |
| Herrendoppel | Torben Kjær Stephen Lunde          | Uwe Scherpen Jürgen Gebhardt        | 15-1, 15-8          |
| Damendoppel  | Monika Cassens Petra Michalowsky   | Bożena Wojtkowska Bożena Siemieniec | 15-1, 15-1          |
| Mixed        | Erfried Michalowsky Monika Cassens | Thomas Mundt Petra Michalowsky      | 15-13, 11-15, 15-11 |